# Dioscorea aristolochiifolia
Dioscorea aristolochiifolia är en enhjärtbladig växtart som beskrevs av Eduard Friedrich Poeppig. Dioscorea aristolochiifolia ingår i släktet Dioscorea och familjen Dioscoreaceae. Inga underarter finns listade i Catalogue of Life.